# ヴェスト・スライファー
ヴェスト・スライファー（Vesto Melvin Slipher, 1875年11月11日 - 1969年11月8日）は、アメリカ合衆国の天文学者。銀河の赤方偏移を発見し、エドウィン・ハッブルらの宇宙膨張発見の手がかりとなった。ローウェル天文台の所長としてクライド・トンボーの冥王星発見を指導した。弟のアール・スライファーも天文学者である。

## 生涯
インディアナ州マルベリィに生まれた。インディアナ大学で学んだ後、ローウェル天文台で働いた。1926年から1952年の間、天文台長を務めた。分光学的方法で惑星の自転周期や惑星大気の成分を研究した。
1912年波長が赤色側にずれている系外渦巻銀河のスペクトル線を発見した。宇宙膨張に伴う赤方偏移の発見者はエドウィン・ハッブルであるとされることが多いがスライファーの発見はハッブルに先立つものである。同様にリック天文台・アレゲニー天文台のジエイムズ・キーラーやリック天文台のウィリアム・キャンベルもハッブルの発見前に赤方偏移を観測していた。ハッブルとヒューメイソンの功績は、銀河までの距離とその後退速度に相関のあることを見出した点にあるといえる。

## 賞
- ヘンリー・ドレイパー・メダル (1932年)
- イギリス王立天文学会ゴールドメダル (1933年)
- ブルース・メダル（1935年）

## 命名
小惑星：(1766) スライファー　スライファー兄弟を記念して命名。